# Hey Mama (canción de The Black Eyed Peas)
«Hey Mama» es una canción del grupo estadounidense de hip-hop, "The Black Eyed Peas." Alcanzó el puesto #23 en la Billboard Hot 100 chart. Es el tercer sencillo de su álbum del año 2003, Elephunk. La canción apareció en:
- Un importante comercial de televisión de iPod.
- Las películas del 2004 'Along Came Polly' y 'Garfield: la película'.
- El episodio de 2004 de Laguna Beach: The Real Orange County.
- Fue Bailado Por Pamela Anderson en el Bailando por un Sueño 2011.

## Información de la canción
"Hey Mama" fue lanzado como tercer sencillo en 2004 y fue un hit moderado. El sencillo fue mostrado en el comercial original de iPod, y fue también mostrado en la película Garfield: la película. "Hey Mama" ha alcanzado el puesto #3 Suiza, y el #4 en Australia, Austria y Nueva Zelanda. También ha alcanzado el #6 en el Reino Unido combirtiéndose en su tercer top ten hit. También alcanzó el puesto #9 en Canadá y el #23 en los Estados Unidos convirtiéndose en otro suceso para el grupo.
La canción se convirtió en el primer tema del grupo en entrar en la lista " Latinoamérica Top 40". 
Una parte de Hey mama fue utilizada para grabar la canción Más Que Nada que el grupo interpreta junto a Sérgio Mendes.

## Versiones
Existen tres versiones diferentes de Hey Mama : la versión del álbum, versión de radio y la versión del video. La versión del álbum es la más corta de las tres. La versión creada para su emisión en la radio tiene un ligero cambio en el ritmo, reemplazan las palabras ofensivas y sustituyen el final cantado por Tippa Irie por un final cantado por Fergie, Apl.de.ap y Taboo. La versión del video musical es más larga que las otras dos. Cuenta con un largo final en el que solo se escucha música. La versión escogida para promocionar el sencillo fue la versión de radio.

## Vídeo musical
El videoclip destaca 3 posiciones principales, el primero muestra un limbo psicodélico, donde BEP baila breakdancing y el verso principal de la canción es cantado (Hey Mama, this that beat that make you move, mama). La combinación de colores es sobre todo amarilla, roja, marrón y blanco-crema. La segunda es un cuarto rayado con líneas verticales blancas y negras. Algunas partes son cantadas aquí, pero la principal es en la protagonizada por Fergie. La tercera es la escena del club de baile, la cual tiene muchas personas bailando. Uno de los estilos de baile que vemos en el vídeo musical es el krumping.

## Posicionamiento
| Listas (2004)                           | Posición |
| --------------------------------------- | -------- |
| Australia (ARIA)                        | 4        |
| Australia (ARIA Urban Singles)          | 2        |
| Austria (Ö3 Austria Top 40)             | 4        |
| Bélgica (Flandes) (Ultratop 50)         | 6        |
| Bélgica (Valonia) (Ultratop 50)         | 25       |
| Canadá (Nielsen SoundScan)              | 9        |
| Canada CHR (Nielsen BDS)                | 2        |
| Canada CHR/Pop Top 30 (Radio & Records) | 2        |
| CIS (TopHit Airplay)                    | 106      |
| Croatia (HRT)                           | 3        |
| Dinamarca (Tracklisten)                 | 8        |
| Eurochart Hot 100 (Billboard)           | 8        |
| Finlandia (OFC)                         | 14       |
| Francia (SNEP)                          | 18       |
| Alemania (Offizielle Deutsche Charts)   | 5        |
| Hungría (Rádiós Top 40)                 | 26       |
| Hungría (Dance Top 40)                  | 1        |
| Hungría (Single Top 40)                 | 5        |
| Irlanda (IRMA)                          | 5        |
| Italia (FIMI)                           | 8        |
| Países Bajos (Dutch Top 40)             | 5        |
| Países Bajos (Mega Single Top 100)      | 6        |
| Nueva Zelanda (Recorded Music NZ)       | 4        |
| Noruega (VG-lista)                      | 6        |
| Rumania (Romanian Top 100)              | 93       |
| Escocia (Scottish Singles Sales Chart)  | 5        |
| Suiza (Schweizer Hitparade)             | 3        |
| Reino Unido (Official Charts Company)   | 6        |
| Reino Unido (UK R&B Chart)              | 2        |
| Estados Unidos (Billboard Hot 100)      | 23       |
| Estados Unidos (Mainstream Top 40)      | 8        |
| Estados Unidos (Rhythmic)               | 27       |

|}